# ももいろクリスマス2018 DIAMOND PHILHARMONY -The Real Deal-
『ももいろクリスマス2018 DIAMOND PHILHARMONY -The Real Deal-』（ももいろクリスマスにせんじゅうはち ダイヤモンド フィルハーモニー ザ リアルディール）は、ももいろクローバーZがさいたまスーパーアリーナで2018年12月24日・25日に開催したライブ。
Blu-ray & DVDとして2日分を全て収録したものが発売されている。定額制動画配信サービスでは、「dTV」が2022年に本ライブ2日目の独占配信を開始した。

## 概要
結成10周年イヤーの締めくくりとして、歌を響かせる、音を届けるをテーマに、培ってきた歌唱力を際立たせる形でのライブとなった。元JUDY AND MARYのTAKUYAら11名から成る通常のバックバンドに加え、24名のストリングス隊“DIAMOND PHILHARMONY”による総勢35名の大型編成での生演奏も見どころとなり、ライブタイトルに掲げた“The Real Deal（本物）”を体現。ステージの転換中には“DIAMOND PHILHARMONY クラシックコンサート”と題し、「G線上のアリア」「くるみ割り人形」「運命」、そして年末にふさわしく「交響曲第9番」など往年の名曲メドレーも披露された。
グループの冬の定番曲「きみゆき」「白い風」「空のカーテン」などは、ストリングスを強調した新たなアレンジを施し“2018クリスマスver.”として歌唱。イスに腰掛けたメンバー4人が、ギターソロから始まり、徐々に盛り上がっていくオーケストラをバックに歌い上げるシーンも見られた。
2日目の最後に玉井詩織は、「今回のももクリは“歌を聴かせる”ライブということで……歌に対するコンプレックスみたいなものがどうしてもあって」と心境を吐露。「歌うって楽しいなって思う気持ちがある反面、やっぱりどうしてもうまく歌えなかったなとか、私は声が掠れやすかったり、弱かったりするところもあるんで、ちょっとコンプレックスなところはあるんですけど、こうやってみなさんの前に立って歌を歌わせていただいている以上、やっぱり素敵な何かを届けられるようにと思って、日々模索しながら歌ってます」と胸の内を語った。
それを受けて、リーダーの百田夏菜子は以下の様に締めくくった。
| 「 | 本当に何度も、歌が嫌いとか、思ったこともたくさんあったし、みんなでね、よく怒られたわけですよ。「お願いだから口パクにしてくれ」って頼んだこともあって、だって下手くそなんだもん（笑）。ほんとみんなで真っ剣に頼んだことがあって、そしたらマネージャーさんに「お前らは歌に対するプライドがないのか！！」って、メンバー全員が「ないです！！」って。そう言ったくらい、歌に対する意識がない状態で、歩いてきてたんですね。でもいつからか、それでも歌というものに向き合うことによって、何か伝わるものがあったり、「あれ？楽しいかも？」って思える瞬間とか、そういうのが増えてきたりして……だからそういう音楽の力というものを、私たちなりにしっかりともっと力をつけて、みなさまにお届けできるようにこれからも頑張っていきたいと思います。 | 」 |

## セットリスト

### Day1
1. 猛烈宇宙交響曲・第七楽章「無限の愛」
2. MOON PRIDE
3. ピンキージョーンズ
4. ミライボウル
ライブ映像 - YouTube
5. JUMP!!!!!
6. あんた飛ばしすぎ!!
7. DECORATION
8. 天国のでたらめ
9. 吼えろ
10. Z伝説 〜ファンファーレは止まらない〜
11. サンタさん
12. Sweet Wanderer
13. スターダストセレナーデ
14. クローバーとダイヤモンド
15. イマジネーション
16. 灰とダイヤモンド
17. きみゆき
18. 空のカーテン
19. 行くぜっ!怪盗少女 -ZZ ver.-
20. SECRET LOVE STORY（アンコール）
21. 笑一笑 〜シャオイーシャオ!〜（アンコール）
22. 今宵、ライブの下で（アンコール）
23. 白い風（アンコール）

### Day2
1. MOON PRIDE
ライブ映像 - YouTube
2. ミライボウル
3. 行くぜっ!怪盗少女 -ZZver.-
4. ピンキージョーンズ
5. きみゆき
ライブ映像 - YouTube
6. GODSPEED
7. 『Z』の誓い
8. 天国のでたらめ
9. Re:Story
10. DECORATION
11. サンタさん
12. Sweet Wanderer
13. 走れ!
14. クローバーとダイヤモンド
15. デモンストレーション
16. 灰とダイヤモンド
17. 白い風
18. 空のカーテン
19. JUMP!!!!!
20. 勝手に君に（アンコール）
21. ザ・ゴールデン・ヒストリー（アンコール）
22. 猛烈宇宙交響曲・第七楽章「無限の愛」（アンコール）
23. 今宵、ライブの下で（アンコール）

## サポートメンバー
DOWNTOWN MOMOCLO BAND
- 宗本康兵 - バンドマスター・キーボード
- 村石雅行 - ドラムス
- 松本智也 - パーカッション
- 浜崎賢太 -  ベース
- 佐藤大剛 - ギター
- TAKUYA（元JUDY AND MARY） - ギター（Day1のみ）
- 大渡亮 - ギター（Day2のみ）
- 竹上良成 - サクソフォン
- 小澤篤士 - トランペット
- 榎本裕介 - トロンボーン
- 加藤いづみ - コーラス
- marron - コーラス

DIAMOND PHILHARMONY
- 真部裕ストリングス（1stバイオリン：8名、2ndバイオリン：6名、ビオラ：4名、チェロ：4名、コントラバス：2名）